# Jericho (álbum)
Jericho es el décimo álbum de estudio del grupo norteamericano de rock The Band, publicado en noviembre de 1993 por el sello discográfico Pyramid Records, subsidiaria de Rhino Records.
Jericho fue el primero de tres trabajos de estudio, junto a High on the Hog (1996) y Jubilation (1998), publicados por la nueva formación de The Band, integrada por Levon Helm, Rick Danko y Garth Hudson y formada diecisiete años después de ofrecer su concierto de despedida y de disolverse. El grupo se completó con la participación del guitarrista Jim Weider, el batería Randy Ciarlante y el teclista Richard Bell. Junto al sexteto, Jericho contó con la colaboración de una larga lista de músicos invitados, e incluyó también la última grabación de Richard Manuel en un estudio antes de fallecer en 1986.
Sin Robbie Robertson como principal compositor, el grupo se vio obligado a recurrir a versiones o a canciones cedidas por otros compositores. El álbum cuenta con versiones de canciones de Bob Dylan, Bruce Springsteen, Muddy Waters, Willie Dixon y Artie Traum, entre otros.
Pyramid Records remasterizó y reeditó Jericho en febrero de 2006 junto a High on the Hog (1996).

## Recepción
Tras su publicación, Jericho fue recibido por la prensa musical con reseñas generalmente favorables, aunque estableciendo a la vez una distancia con los trabajos más famosos de la formación original del grupo como Music from Big Pink (1968) y The Band (1969). Mark Deming de Allmusic escribió: «Jericho puede palidecer en comparación con obras maestras como Music from Big Pink y The Band, pero no se puede negar que es un trabajo más fuerte y comprometido que Islands y la versión de estudio de The Last Waltz, mostrando que este grupo todavía tenía algo que ofrecer aparte de una nostalgia hippie». Por otra parte, Wilson y Alroy comentaron: «Es un nuevo álbum de estudio honesto y bondadoso. Lo peor es que la con Richard Manuel muerto y la ausencia de Robbie Robertson, es un esfuerzo con tres de las cinco piezas de The Band. Todos los miembros se reunieron en 1983, pero la falta de Robertson parece haberlos mantenido fuera del estudio. Un millón de músicos invitados fueron recluidos para compensarlo, la mayoría de ellos con poca nota, excepto el pianista Champion Jack Dupree. Sin un compositor verdadero, el grupo volvió con un montón de donaciones y de versiones como "Atlantic City" de Bruce Springsteen. Al menos John Simon estaba alrededor para producir».
No obstante, algunas críticas fueron menos positivas. Richard Walls de Rolling Stone otorgó al álbum dos estrellas y media sobre un total de cinco y comentó: «Se entiende que The Band no quiera vender nostalgia y que no pueda ser el grupo que una vez fue. Pero Jericho consiste a menudo en voces imperiosas cantando material indiferente con una ética productiva que destila idiosincrasia. Es el estado del arte en su forma más perjudicial».
Desde el punto de vista comercial, Jericho fue el último álbum del grupo en entrar en la lista estadounidense Billboard 200, donde alcanzó el puesto 116. En Canadá, el álbum alcanzó el puesto cincuenta en la lista elaborada por la revista RPM. Los dos sencillos extraídos de Jericho, «Remedy» y «Atlantic City», también obtuvieron notable éxito en la lista Adult Contemporary Tracks de la revista RPM, donde alcanzaron los puestos 27 y 37 respectivamente. «Remedy» también alcanzó el puesto catorce en la lista RPM Hit Tracks y el 71 en la lista RPM Country Tracks.

## Lista de canciones
| N.º | Título                     | Escritor(es)                                                | Duración |  |
| 1.  | «Remedy»                   | Colin Linden, Jim Weider                                    | 4:25     |  |
| 2.  | «Blind Willie McTell»      | Bob Dylan                                                   | 6:42     |  |
| 3.  | «The Caves of Jericho»     | Richard Bell, Levon Helm, Rick Danko, John Simon            | 5:23     |  |
| 4.  | «Atlantic City»            | Bruce Springsteen                                           | 5:16     |  |
| 5.  | «Too Soon Gone»            | Jules Shear, Stan Szelest                                   | 3:59     |  |
| 6.  | «Country Boy»              | Marshall Barer, Fred Brooks                                 | 3:17     |  |
| 7.  | «Move to Japan»            | Joe Flood, Levon Helm, John Simon, Stan Szelest, Jim Weider | 4:25     |  |
| 8.  | «Amazon (River of Dreams)» | Artie Traum                                                 | 6:00     |  |
| 9.  | «Stuff You Gotta Watch»    | Muddy Waters                                                | 2:50     |  |
| 10. | «The Same Thing»           | Willie Dixon                                                | 4:31     |  |
| 11. | «Shine a Light»            | Marty Grebb, Daniel Moore                                   | 4:12     |  |
| 12. | «Blues Stay Away From Me»  | Alton & Rabon Delmore, Henry Glover, Wayne Raney            | 6:01     |  |

## Personal
| The Band - Rick Danko: bajo, violín, trombón, teclados y voz - Levon Helm: batería, percusión, mandolina, guitarra y voz - Garth Hudson: órgano, teclados, acordeón, piano eléctrico, saxofón y sintetizadores - Richard Manuel: piano, teclados y voz en "Country Boy" - Randy Ciarlante: batería, percusión y coros - Richard Bell: teclados, órgano, piano, acordeón y coros - Jim Weider: guitarras y coros | Otros músicos - John Simon: piano eléctrico y saxofón - Stan Szelest: piano eléctrico en “Atlantic City” y “Blind Willie McTell” - Champion Jack Dupree: piano en “Blind Willie McTell” - Vassar Clements: violín en “The Caves Of Jericho” y “Stuff You Gotta Watch” - Erie Brazilian: mandolina en “Atlantic City” - Rob Hyman: teclados en “Atlantic City” - Steve Jordan: batería en “Blues Stay Away From Me” - Jules Shear: coros en “Too Soon Gone” - Tommy Spurlock: guitarra en “The Caves Of Jericho” - Artie Traum: guitarra acústica en “Amazon (River Of Dreams)” - Colin Linden: coros en “Amazon (River Of Dreams)” - Bobby Strickland: saxofones tenor y barítono en “Remedy” y “Stuff You Gotta Watch” - Dave Douglas: trompeta en “Remedy” y “Stuff You Gotta Watch” - Rob Leon: bajo en “Too Soon Gone”, “Amazon” y “The Caves Of Jericho” |

## Posición en listas
| Año  | País           | Lista         | Posición |
| ---- | -------------- | ------------- | -------- |
| 1993 | Estados Unidos | Billboard 200 | 116      |

| Año  | Sencillo        | Lista                         | Posición |
| ---- | --------------- | ----------------------------- | -------- |
| 1993 | «Remedy»        | RPM Singles Chart             | 14       |
| 1993 | «Remedy»        | RPM Adult Contemporary Tracks | 27       |
| 1993 | «Remedy»        | RPM Country Tracks            | 71       |
| 1993 | «Atlantic City» | RPM Adult Contemporary Tracks | 37       |